# Épacte
L'épacte est une quantification de la différence entre les calendriers solaire et lunaire, qui est utilisée dans les calendriers julien et grégorien. Le substantif féminin « épacte » est emprunté au bas latin epactae,,, lui-même dérivé de l'adjectif ἐπακτός (epaktós), en grec ancien, que l'on retrouve dans l'expression ἐπακταὶ ἡμέραι (epaktaì hêmérai), « jours additionnels ».
Dans le calendrier julien, l'épacte est le nombre de jours à ajouter à l'année lunaire (de 354 jours) pour égaler l'année solaire (de 365 jours). Dans le calendrier grégorien, il s'agit de l'âge de la Lune de comput au 1er janvier d'une année, c'est-à-dire le nombre de jours entre la dernière nouvelle lune de l'année précédente et ce 1er janvier.
L'épacte, donnée par les tables du comput chrétien, permet de calculer la date de Pâques.

## Principe

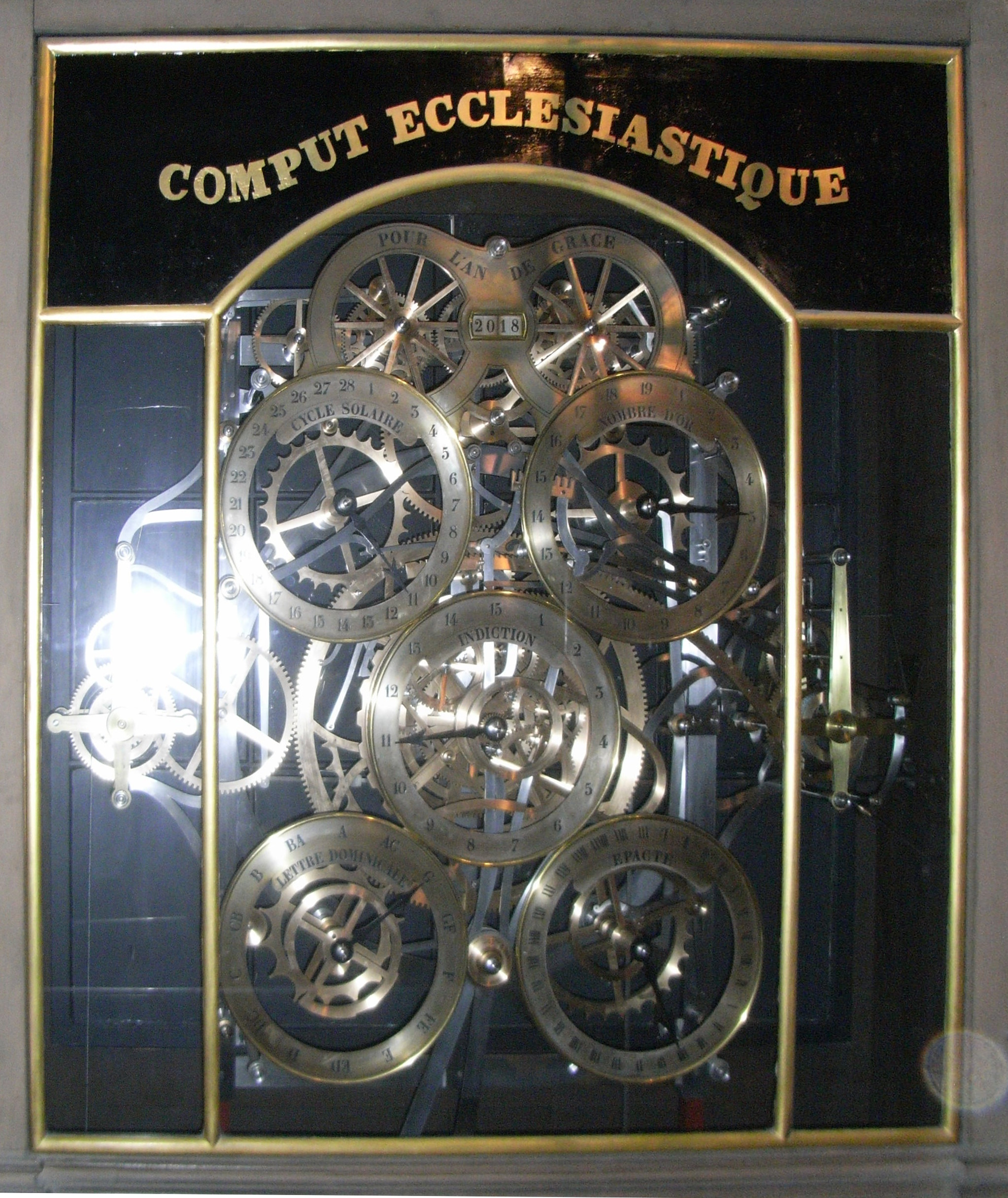
Calcul de l'épacte sur l'Horloge astronomique de Strasbourg

### Calendrier luni-solaire
Dans un calendrier solaire, une année solaire possède typiquement 365 jours (366 lors des années bissextiles). Dans un calendrier lunaire, une année lunaire en possède 354, en douze mois alternant 29 et 30 jours (lors des années bissextiles, un jour est rajouté à l'un des mois lunaires, donnant 355 jours). Dans un calendrier luni-solaire, la mesure des années dépend à la fois des années solaires et lunaires.
Si une année solaire et une année lunaire débutent le même jour, le début de l'année solaire suivante se produira 11 jours après celui de la nouvelle année lunaire. Après deux ans, cet écart atteindra 22 jours. Ces jours supplémentaires sont les épactes des années respectives et correspondent à l'âge de la Lune au moment du début de l'année solaire.
Lorsque l'épacte atteint ou dépasse 30, un mois embolismique est inséré dans le calendrier lunaire, réduisant l'épacte de 30. Ce phénomène se produit tous les 2 ou 3 ans.
Dans un calendrier luni-solaire, les années bissextiles allongent simultanément les années solaires et lunaires et n'affectent pas l'épacte.

### Cycle métonique
Les phases de la Lune retrouvent une position identique par rapport à une année solaire au bout de 19 ans. Ce phénomène, nommé cycle métonique, provient de la longueur de l'année tropique (environ 365,25 jours) et du mois synodique (environ 29,5306 jours) : au bout de 19 ans se sont produites 235 lunaisons.
Une année lunaire calendaire de 354 jours alternant des mois de 29 et 30 jours conduit à un mois lunaire moyen de 29,5 jours, une valeur légèrement inférieure à celle du mois lunaire synodique. Un jour intercalaire est ajouté aux années bissextiles tous les 4 ans afin d'approcher au plus près l'année tropique. En l'absence de correction supplémentaire, l'épacte de la 20e année diffère d'un jour de l'épacte réelle : en conséquence, il est nécessaire d'ajouter un jour à l'épacte tous les 19 ans afin que celle-ci suive le cycle métonique.
Le cycle métonique n'est cependant qu'une approximation : même corrigée ainsi, l'épacte prend un jour de retard sur l'âge véritable de la Lune tous les trois siècles environ.

## Application

### Épactes juliennes
Dans le calendrier julien, les épactes prennent successivement les 19 valeurs suivantes : 8, 19, 0, 11, 22, 3, 14, 25, 6, 17, 28, 9, 20, 1, 12, 23, 4, 15, 26 ; elles recommencent ensuite un cycle. En l'absence d'année 0 dont l'épacte serait 8, l'épacte de l'année 1 est 19, celle de 18, 26, celle de 19, 8, etc.

### Épactes grégoriennes
En 1582, la réforme grégorienne supprime dix jours du calendrier civil, nécessitant un ajustement égal du calendrier lunaire. De plus, le retard du cycle métonique sur la vraie Lune atteint alors 3 jours, non corrigés depuis le VIe siècle. L'épacte julienne de 1582 est égale à 3. L'épacte corrigée est égale à 26 (soustraction de 10 jours pour la modification du calendrier grégorien, puis addition des 3 jours de retard, et ajout de 30 pour recalibrer l'épacte entre 0 et 29).
À partir de cette date, l'épacte grégorienne suit la loi régissant l'épacte julienne à deux corrections près : 
- À chaque année séculaire non bissextile dans le calendrier grégorien (par exemple 1700, 1800 ou 1900, mais pas 2000), il convient de retrancher un jour à l'épacte : l'équation solaire de l'épacte donne le nombre de jours à retrancher pour une année donnée (cf. Métemptose).
- L'erreur du cycle métonique est corrigée en ajoutant un jour à l'épacte tous les 300 ans, sept fois de suite, en débutant en 1800, puis une fois 400 ans après (cf. Proemptose). Cela conduit à ajouter 8 jours en 2500, corrigeant l'erreur en ajoutant en moyenne un jour tous les 312,5 ans. L'équation lunaire de l'épacte donne le nombre de jours à ajouter pour une année donnée.

Pour trouver l'épacte grégorienne d'une année, il convient donc d'ajouter son équation lunaire à son épacte julienne, puis à retrancher son équation solaire, et enfin le cas échéant à ajouter ou retrancher 30 afin de maintenir le résultat entre 0 et 29 (calcul Modulo 30).
La différence entre les deux épactes a été de 23 jours jusqu'en 1699 et de 22 de 1700 à 1899. Elle est de 21 jours actuellement et le demeurera jusqu'en 2199 car les équations solaire et lunaire pour l'an 2100 se compensent. Dans le calendrier grégorien, à la différence du calendrier julien, les épactes peuvent prendre toutes les valeurs entre 0 et 29.

## Calcul

### Épacte julienne
Pour une année du calendrier julien, l'épacte est calculée de la façon suivante :
- Diviser l'année par 19 ; prendre en considération le reste de la division par 19. Par exemple, pour l'année 2006, ce reste est égal à 11. Autrement dit, cette première opération consiste à calculer « l'année modulo 19 », ce qui revient de manière encore équivalente à calculer le nombre d'or de l'année et à lui retrancher 1.
- Multiplier le reste (i.e. le modulo) obtenu par 11 et lui ajouter 8. Toujours pour 2006, cela donne 129.
- Diviser le résultat par 30 ; l'épacte de l'année est le reste de cette division. Autrement dit, cette opération consiste à garder le modulo 30, et n'a d'autre but que de maintenir l'épacte entre 0 et 29. Pour 2006, l'épacte julienne est donc 9.

### Épacte grégorienne
Dans le calendrier grégorien, le calcul est un peu plus complexe, puisqu'il prend en compte les équations solaire et lunaire de l'épacte. L'épacte grégorienne est calculée ainsi :
- Calculer l'épacte julienne de l'année. Pour 2006, il s'agit de 9.
- Calculer l'équation lunaire de l'année (cf. Proemptose) :
  - Diviser l'année par 100 ; ne prendre que la partie entière de la division. Pour 2006, cette étape conduit à 20.
  - Multiplier ce résultat par 8 et lui ajouter 13. Dans notre exemple : 173.
  - Diviser ce nouveau résultat par 25 et ne garder la partie entière. Ici, cette étape donne 6.
  - Retrancher 5 au précédent. Ce résultat est l'équation lunaire de l'année. Pour 2006, cette équation lunaire vaut 1 (c'est le cas d'ailleurs pour toutes les années de 1800 à 2099).

- Calculer l'équation solaire de l'année (cf. Métemptose) :
  - Diviser l'année par 100 ; ne prendre que la partie entière de la division. Pour 2006, cette étape conduit à 20.
  - Diviser ce résultat par 4 et ne garder que la partie entière de la division. Soustraire ce dernier résultat à celui de l'étape précédente. Pour 2006, l'étape précédente avait conduit à 20, dont le quart est 5 ; le résultat de cette étape est donc 15.
  - Soustraire 12 au résultat précédent. Le résultat est l'équation solaire de l'année pour 2006 : 3 (c'est le cas d'ailleurs pour toutes les années de 1900 à 2099).

- Ajouter 23 à l'épacte julienne, puis l'équation lunaire, puis lui soustraire l'équation solaire. Dans le cas de l'année 2006, l'équation lunaire vaut 1 et l'équation solaire 3, ce qui revient au total à ajouter 23 + 1 - 3 = 21 à l'épacte julienne (c'est d'ailleurs la même correction pour toutes les années de 1900 à 2099, utilisable jusqu'en 2199 par compensation des équations solaire et lunaire en 2100) ; Pour l'année 2006, l'épacte julienne vaut 9, le résultat est donc 9 + (23 + 1 - 3) = 9 + 21 = 30.
- Afin de recaler l'épacte calculée entre 0 et 29, garder le modulo 30 du résultat en calculant le reste de la division par 30 ; l'épacte grégorienne est le reste de cette division par 30. Dans le cas de l'année 2006, ce reste est nul et l'épacte est donc 0 ; de fait, une nouvelle lune avait débuté le 31 décembre 2005 et la Lune n'était donc pas encore âgée d'un jour au changement d'année. Aux XXIe siècle et XXIIe siècle, après 2006, l'épacte grégorienne 0 se reproduira tous les 19 ans du cycle métonique, soit en 2025, en 2044, en 2063, en 2082, en 2101, en 2120, en 2139, en 2158, en 2177, en 2196.

En 2100 les équations solaire et lunaire se compensent. En effet entre 2100 et 2199 l'équation lunaire vaudra 2 et l'équation solaire 4, soit une correction cumulée à ajouter à l'épacte julienne de 23 + (2 - 4) = 21 = 23 + (1 - 3), c.-à-d. la même correction cumulée qu'entre 1900 et 2099.
Ce faisant, pour toutes les années de 1900 à 2199, les épactes grégoriennes prennent successivement les 19 valeurs suivantes : 29, 10, 21, 2, 13, 24, 5, 16, 27, 8, 19, 0, 11, 22, 3, 14, 25, 6, 17. Un cycle a débuté en 2014 et finira en 2032.
L'épacte grégorienne est généralement utilisée dans le calcul de la date de Pâques.